# Amata geon
Amata geon är en fjärilsart som beskrevs av Druce 1885. Amata geon ingår i släktet Amata och familjen björnspinnare. Inga underarter finns listade i Catalogue of Life.